# Código del Sistema Penal
El Código del Sistema Penal fue un ordenamiento jurídico penal de Bolivia que fue concluido en la cámara de diputados de la Asamblea Legislativa Plurinacional de Bolivia el Proyecto de Ley N° 122/2017-2018 el 16 de noviembre de 2017. El 23 de noviembre de 2017 fue admitido y remitido al pleno el proyecto de ley en la Comisión de Justicia Plural de la Cámara de Senadores y aprobándose el proyecto de ley el 14 de diciembre de 2017 la Cámara de Senadores. La ley fue promulgada el 15 de diciembre de 2017 por el vicepresidente de Bolivia Álvaro García. El código tiene 681 artículos y 12 disposiciones complementarias (3 disposiciones transitorias, 6 disposiciones adicionales y 3 disposiciones abrogatorias y derogatorias).